# Theresia Enzensberger

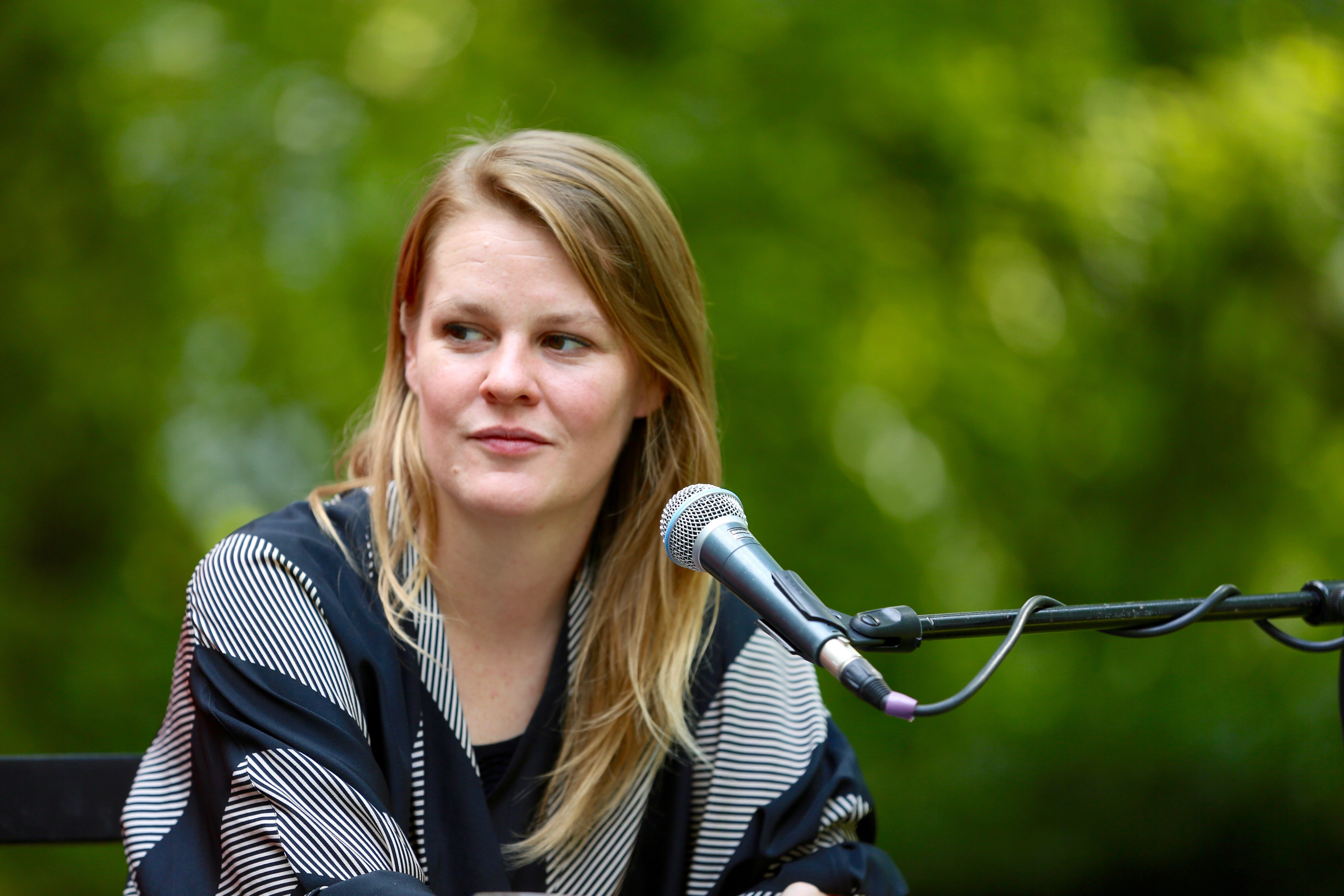
Theresia Enzensberger 2017 auf dem Erlanger Poetenfest

Theresia Enzensberger (* 1986 in München) ist eine deutsche Schriftstellerin und Journalistin.

## Leben
Theresia Enzensberger ist die Tochter von Hans Magnus Enzensberger (1929–2022) und Katharina Enzensberger, geb. Bonitz. Sie wuchs in München auf und studierte Filmwissenschaften am Bard College in New York, bevor sie 2011 nach Berlin zog.
2014 gründete sie das BLOCK Magazin, ein Printmedium mit drei Hauptamtlichen, das 2016 bei den LeadAwards als das beste Newcomer-Magazin des Jahres ausgezeichnet wurde. 2019 wurde das Magazin nach der vierten Ausgabe eingestellt. 2017 erschien ihr erster Roman Blaupause im Carl Hanser Verlag über eine Studentin am Weimarer Bauhaus. Der Roman erreichte die Spiegel-Bestsellerliste, wurde mehrfach übersetzt und 2019 mit der Alfred Döblin-Medaille ausgezeichnet.
Als freie Journalistin schreibt sie unter anderem für die Frankfurter Allgemeine Sonntagszeitung, für Die Zeit und für ZEIT Online. Ferner verfasst sie Kolumnen für Monopol und FAZ Quarterly.
Ihr zweiter Roman Auf See erschien am 22. August 2022 und erzählt eine gar nicht idyllische Nahzukunft in einem fiktionalen Deutschland. Im Bewusstseinsprozess einer privilegierten 17-Jährigen, die isoliert auf einer künstlichen Ostseeinsel lebt, sowie ihrer wirtschaftsliberal-libertären Mutter, die als Künstlerin in einem Berlin voller Wohnungsloser agiert, also Ex-Gattin und Tochter eines Krisengewinnlers, erleben die Leser eine Mischung aus Dystopie und Utopie-Skepsis. Der Roman war 2022 für den Deutschen Buchpreis nominiert.

## Werke
- Blaupause. Roman. Carl Hanser Verlag, München 2017, ISBN 978-3-446-25643-9.
- Auf See. Roman. Carl Hanser Verlag, München 2022, ISBN 978-3-446-27397-9.[13]
- Schlafen. Verlag Hanser Berlin, 2024

## Auszeichnungen
- 2016: LeadAward für ihr Block Magazin als das beste Newcomer-Magazin des Jahres[14]
- 2017: Nominierung /Shortlist des Aspekte-Literaturpreis für Blaupause.[15]
- 2019: Alfred Döblin-Medaille der Akademie der Wissenschaften und der Literatur in Mainz für Blaupause[16]
- 2022: Longlist zum Deutschen Buchpreis mit Auf See[17]